# Rio Bituva
Le rio Bituva est une rivière brésilienne de l'État de Santa Catarina, et un affluent du rio Preto, donc un sous-affluent du rio Paraná par le rio Negro et le rio Iguaçu.

## Géographie
Il naît sur le territoire de la municipalité d'Itaiópolis et s'écoule du sud au nord pour se jeter dans le rio Preto.